# 中雅巴萨语
中雅巴萨语是一门喀麦隆的南班图语言。